# Spor
Джон Гуч (англ. Jonathan Gooch; род. 22 августа 1984, Хартфордшир, Англия), более известный под псевдонимами Spor [Спор] и Feed Me [Фид Ми] — продюсер, диджей и музыкант в жанрах драм-н-бейс, электро-хаус, дабстеп, поп и трэп.
Музыкальная карьера Джона началась когда он ещё учился в школе и вместо уроков занимался написанием своих треков. Вместе со своим знакомым музыкантом (Codex) они в то время работали над проектом «Final Reckoning». Потом Джон начинает сольную карьеру под псевдонимом Spor и выпускает свой первый официальный релиз на лейбле «Damaged Minds».
Псевдоним «Spor» был придуман на основе названия первого диска с музыкальными семплами от 'Spore Tactics' в коллекции Джона. Позднее букву «e» пришлось отбросить для лучшего восприятия на слух.
Карьера Джона резко пошла вверх. Его треки сразу попали в миксы ведущих диджеев драм-н-бейс сцены. Вскоре, он заключает контракт с одним из ведущих драм-н-бейс лейблов «Renegade Hardware». Начинаются его выступления в клубах Англии, а позже и по всему миру.
Один из основателей лейбла Lifted Music.
Сейчас треки Spor стали уже эталоном качественного английского драм-н-бейса и вместе с Chris Renegade, Evol Intent, Apex и Ewun они объединились под лейблом «Lifted Music», который только за 2007 год обрел популярность по всему миру. Два раза в месяц они записывают подкаст Lifted Music Show — миксы из самых свежих своих треков и ремиксов, которые бесплатно распространяются в сети.
Feed Me — это новый электро-хаус проект известного британского музыканта Джона Гуча (Jon Gooch), также известного под псевдонимом Spor. За сравнительно короткую карьеру на новом для себя поприще композитор уже имеет 4 релиза на известном лейбле mau5trap, принадлежащий известному канадскому электронному деятелю Deadmau5.

## Дискография
- Spor — Anachronic (2020) (Sotto Voce)
- Spor — Pull The Sun Down (feat. Linguistics) (2018) (Getahead Records) [Mind State, Vol.1] (GET001DD)
- Spor — Black Eyed (2016) (SOVO012)
- Memtrix & Spor — Darkest Hours (2015) (Sotto Voce) (SOLFTD001)
- Spor — Caligo LP (2015) (Sotto Voce)
- The Prodigy — Nasty (Spor Remix) (2015) [The Day Is My Enemy]
- Spor — Ziggurat / Push Me, Pull You (2012) (LFTD13D)
- Spor — Pacifica (2011) (LFTDUB002)
- Spor — Conquerors and Commoners (2010) (LFTD009)
- Spor — Silver Spaceman (2009) (LFTD006)
- Spor — Aztec (2009) (SHA025)
- Spor — Stoppit (2008) (RAMMLP11CD)
- Spor — Claret’s March (2008) (LFTD005)
- Apex & Spor, Ewun & Evol Intent — Dirge (Feat Evol Intent) (2008) (LFTD003)
- Spor — Breathe In, Scream Out (2008) (SUBTITLES066)
- Evol Intent & Ewun — 8 Bit Bitch (Spor Remix) (2008) (EILP001)
- Spor — The Resistance (2007) (ATMMAG71)
- Spor — Supernova (2007) (LFTD002)
- Spor — 103 Degrees (2007) (LFTD002)
- Spor — 1 UP (2007) (LFTD002)
- Spor — Molehill (2007) (SUB057)
- Spor — Knock You Down (2006) (LFTD001)
- Spor — Hydra (2006) (ZIQ159)
- Spor — Powder Monkey (2006) (SUB055)
- Spor — Ignition (2006) (RH73)
- Spor — Dreadnought (2005) (RH72)
- Spor — The Eyes Have It (2005) (RH72)
- Spor — Lose It (2005) (RH72)
- Spor — To The Death (2005) (RH72)
- Spor — Cyberpunk (2005) (BAR12)
- Spor — Way of the Samurai (2005) (BARLP01)
- Spor — Alpha Trion (2005) (BARLP01CD)
- Spor — Dante’s Inferno (2005) (BAR07)
- Spor — Brickbeats (2005) (BAR08)
- Spor — The Qemists (2005) (BAR08)
- Spor — Haywire (2004) (KNOW51)
- Spor — Outbroken (That Track) (2004) (RH62)
- Spor — Nebulous (2004) (RH62CD)
- Spor — Insecticide (2004) (TOV67)
- Final Reckoning — A Thousand Worlds (2005) (TOV73)
- Final Reckoning — Ghosthacker (2005) (TOV71)
- Final Reckoning — Nothing Less (2005) (TOV73)
- Unicron — Orion’s Five (2005) (TOVLP06)
- Unicron — You Must Believe (2005) (TOV69)
- Spor — Three Ravens (2004) (BAR04)
- Spor — Judderman (2004) (DMIND008)
- Spor — The Whisper (2004) (DMIND008)
- Spor — Running Man \ Running Man (Kaos, Karl K & Jae Kennedy Remix) (2004) (NITE002)
- Ewun — Hate Machine (Spor Remix) (BARLP02)
- Infiltrata & Spor — Three Faces (2006) (BAR14)
- Konflict — Messiah (Spor Remix) (2005) (RH65)
- Unknown Error & Spor — Untitled (2006) (SUB057)
- Unknown Error — Shadows (Unicron Remix) (2005) (TOV69)

Треки не имеющие официального релиза или требующие дополнительной проверки:
- Arsenic — Decapitator (Spor & Tek Infection Remix)
- Calyx & Teebee — Make Your Choice (Spor Remix)
- Ed Rush & Optical — Slip Thru (Spor Remix)
- Fallout — Hesitate (feat. Lisa-Marie Young) (Spor & Toxin Remix)
- Fear Factory — Empty Vision (Spor Remix)
- Lumidee — Never Leave You (Spor Remix)
- Pendulum — Toxic Shock (Spor Remix)
- Radiohead — Nude (Spor Remix)
- Noisia — Soul Purge (feat. Foreign Beggars) (Spor Snared Edit)
- Spor — Absinthe
- Spor — Bad Cards
- Spor — Bitten
- Spor — Blue Girl
- Spor — Chairs & Circles
- Spor — Cooka
- Spor — Darkfunk
- Spor — Deathray
- Spor — Do Not Dance
- Spor — Electro Funeral
- Spor — Fizzgig
- Spor — Go Liquid
- Spor — Hoxton Hangover
- Spor — Keep At It
- Spor — Life Through a Lens
- Spor — Little Change
- Spor & Evol Intent — Mad Mad Mad
- Spor — Ruff Ride
- Spor — Traveler (feat. Jenna G)
- Spor — That’s That (feat. MC Illy)
- Spor — The Origin
- Spor — Thugged Out Elves
- Spor — Untitled Funk
- Spor — Velocity
- Spor — Wretch

Более свежую информацию о релизах можно найти здесь.

## Подкасты
Регулярно на общедоступных сайтах можно найти подкасты Spor & Chris Renegade под названием Lifted Music Show, где артисты освещают новинки драм-н-бейс сцены:
- 15-й подкаст на https://web.archive.org/web/20130623015241/http://podcast.liftedmusic.com/podcast/Lifted_Music_Show_015_-_Spor_and_Chris_Renegade.mp3
- 16-й подкаст на https://web.archive.org/web/20130623023834/http://podcast.liftedmusic.com/podcast/Lifted_Music_Show_016_-_Spor_and_Chris_Renegade.mp3
- 17-й подкаст на https://web.archive.org/web/20130623012011/http://podcast.liftedmusic.com/podcast/Lifted_Music_Show_017_-_Spor_and_Chris_Renegade.mp3
- 18-й подкаст на https://web.archive.org/web/20130623020426/http://podcast.liftedmusic.com/podcast/Lifted_Music_Show_018_-_Spor_and_Chris_Renegade.mp3
- 19-й подкаст на https://web.archive.org/web/20130623021934/http://podcast.liftedmusic.com/Lifted_Music_Show_019_-_hosted_by_Chris_Renegade.mp3